# ヒュッフェンハルト
ヒュッフェンハルト (ドイツ語: Hüffenhardt) は、ドイツ連邦共和国バーデン＝ヴュルテンベルク州ネッカー＝オーデンヴァルト郡の町村（以下、本項では便宜上「町」と記述する）。この町はネッカー＝オーデンヴァルト郡南西部の高台、ネッカー川の西わずか数kmのオーデンヴァルトとクライヒガウの間の高台に位置する。ハイデルベルクの南東、約30kmの位置にある。

## 地理
この町は2つの地区から成る。北部のケルバーツハウゼン地区と南部のヒュッフェンハルト地区である。隣接する町は、北にオーブリヒハイムおよびハスマースハイムのホッホハウゼン地区、東にハスマースハイム（ハスマースハイム地区およびネッカーミュールバッハ地区）。南はハイルブロン郡と境を接し、ジーゲルスバッハおよびバート・ラッペナウのヴォレンベルク地区、西にはライン＝ネッカー郡のヘルムシュタット＝バーゲンが位置する。
町域は標高219mから338mで、一部がネッカータール＝オーデンヴァルト自然公園に含まれる。町域を流れる川の一部は、わずか数km東のネッカー川に向かわず、西のヴァレンバッハ川に向かう。

### 自治体の構成
この町は、ヒュッフェンハルト地区およびケルバーツハウゼン地区からなる。（1975年に合併）

## 歴史
ヒュッフェンハルトの最も古い定住の痕跡は、1844年にラングヘルト農地から発見された出土品で、紀元前3世紀の新石器時代の遺物であった。また、ローマ人の痕跡も遺されている。これらが今日まで直接続いているかどうかは不明である。現在のヒュッフェンハルトは、おそらく10世紀の初めに成立したと推測されている。1083年のエルヒェンバート・フォン・レッティンゲンからヒルザウ修道院への寄贈証書に初めてその名が記録されている。シュヴァルツヴァルトのライヒェンバッハ修道院の寄贈目録には1150年頃 Hufelinhart の地所がライヒェンバッハの修道士にもたらされた、という記述が遺されている。
中世盛期には、ヴォルムス司教の高権下、グッテンベルク城の城主がこの村をレーエンとして治めた。1417年からヴァインスベルク家、1449年からゲンミンゲン家がその人を引き継いだ。ゲンミンゲン家は、1497年以降、この村の高等裁判権（流血裁判権）を得ていた。この他に、ヴィンプフェン 騎士本部、グッテンベルクのEucharius-Kaplanei、ヴィンプフェン市民、ファイト・フォン・ハルムシュタット、等々の所領があった。1525年頃、この村にゲンミンゲン家により宗教改革がもたらされた。
1600年頃にはヒュッフェンハルトの人口は約400人であったが、三十年戦争後にはわずか6世帯にまで減っていた。17世紀後半には。ここにゲンミンゲンからの保護ユダヤ人が入植した。1806年、新しく成立したバーデン大公国の下で、ヒュッフェンハルトは独立した町となった。町は初め、ベツィルクスアムト・ネッカービショフスハイムに属した（ベツィルクスアムトは、当時の地方行政区分）。1864年にこのベツィルクスアムトが廃止されると、ヒュッフェンハルトはベツィルクスアムト・モスバッハに移管された。1938年、このベツィルクスアムトは同名の郡となった。1973年の郡の再編で新しくネッカー＝オーデンヴァルト郡が成立し、ヒュッフェンハルトはこの郡に属すこととなった。

### 宗教
宗教改革から第二次世界大戦までの間、この町の住民はほぼ完全にプロテスタントの信者であった。戦後カトリック系の難民が流入して、その比率が増大し、2007年現在、約27%がカトリック系住民である。ヒュッフェンハルトとケルバーツハウゼンには、それぞれ独立したプロテスタント教区が設けられている。また、両地区はジーゲルスバッハのカトリック教会の管轄下にある。

## 行政

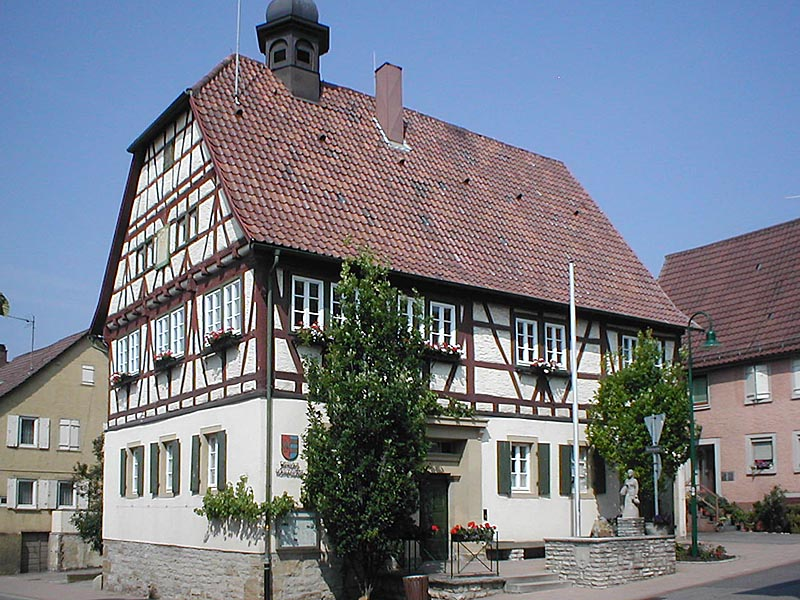
ヒュッフェンハルトの町役場

### 議会
この町の議会は11議席からなる。

### 紋章
図柄: 左右二分割（パーティ・パー・ペイル）。向かって左は、赤地に金色（黄色）の小さな鋤。向かって右は、青地に2本の金色の横帯。向かって左の、バーデン公の色を背景に描かれた鋤はこのヒュッフェンハルトのシンボルで、18世紀から町の境界石や印章に使われていた。向かって右は、1449年から1805年までこの町を治めたゲンミンゲン家の紋章を暗示している。
ヒュッフェンハルトは、騎士領時代にも鋤の紋章を使っていたが、2頭のライオンが紋章を支え、紋章の盾の上には王冠が描かれていた。バーデン大公国の行政府は1895年に、王冠とライオンに異議を唱え、紋章を変更するよう圧力をかけた。1904年に赤地に鋤の紋章が提案されたが、拒否された。現在の紋章は、1960年に州文書局によって制定された。

### 友好都市
- Champvans（フランス、ジュラ県）1980年
- Máriakálnok（ハンガリー）2005年5月

## 経済と社会資本

### 交通
ヒュッフェンハルトは、ネッカービショフスハイムからのクレプスバッハタール鉄道の終着点である。

## 文化と見所

### 建築と記念碑

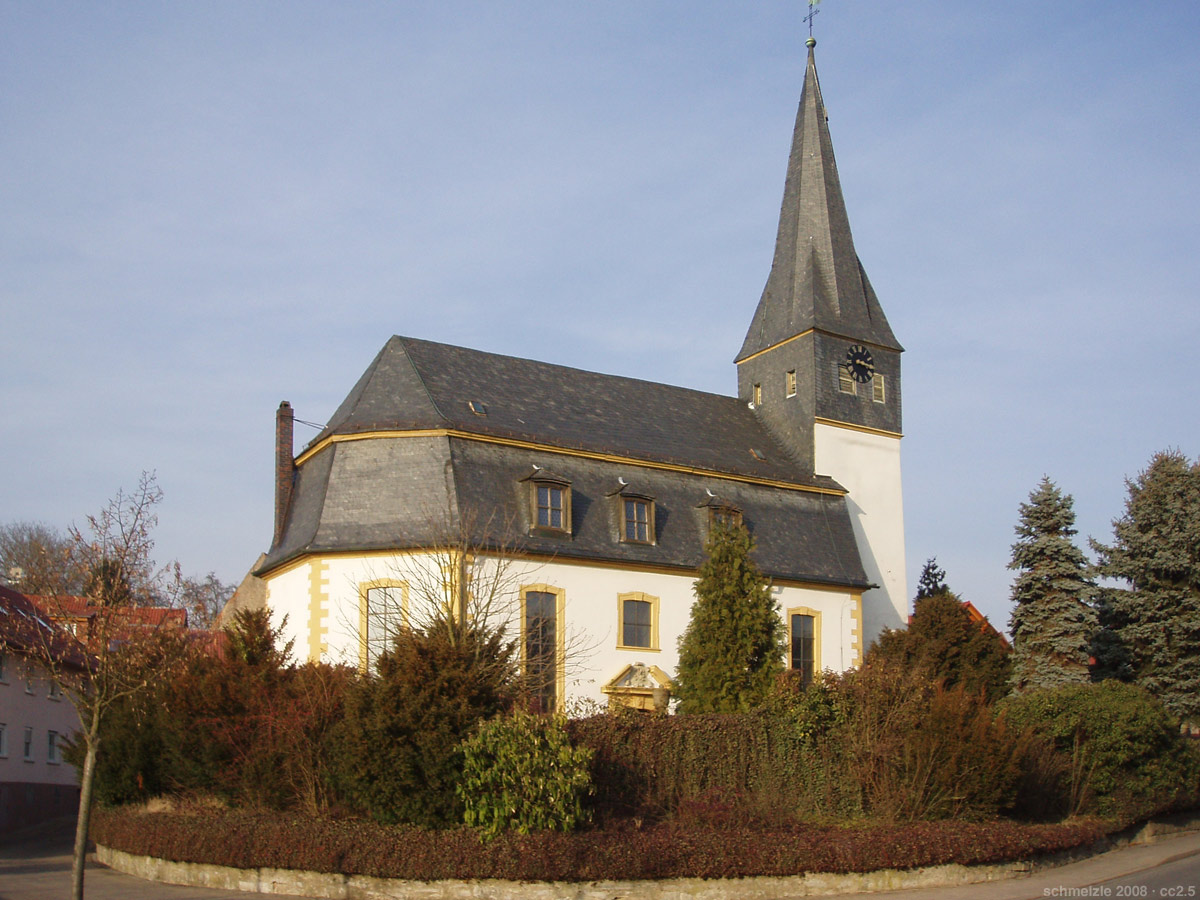
プロテスタント教会

バロック様式のプロテスタント教会が現在の姿になったのは、身廊が建設された1738年のことであった。歴史的な筒型屋根に覆われた内部には、二重になった木製のギャラリーが設けられ、歴史的なオルガンを備える。下のギャラリーの欄干には、聖書のシーンを描いた油絵が掲げられている。祭壇は木製で、飾り板や寄せ木細工が施された、クライヒガウやクライナー・オーデンヴァルト地方では珍しいものである。この祭壇の背後には、バロック様式の歴史的な説教壇がある。洗礼盤は、18世紀後期のものである。教会の外側には、等身大の石像とともにヘルムシュタットの墓碑が遺されている。
プロテスタント教会の前には、1870年から71年に建てられた戦争参加者のための栄誉碑と、1927年に建てられた1914年から1918年の戦争での戦没者のための（後に1939年から1945年の戦没者も含むよう拡大された）祈念碑がある。さらに歴史的な牧師館や近代的な泉がプロテスタント教会周辺のアンサンブルを形成している。

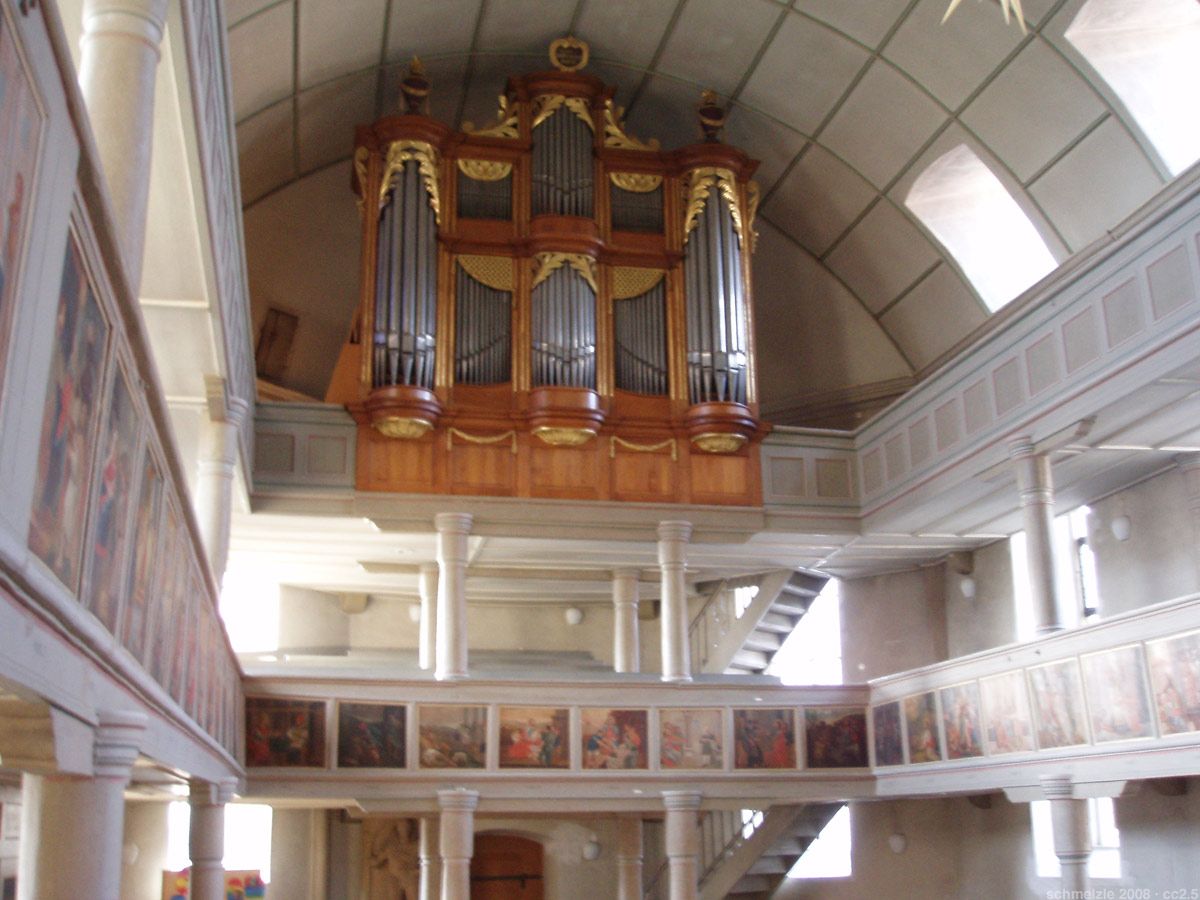
オルガンとギャラリー
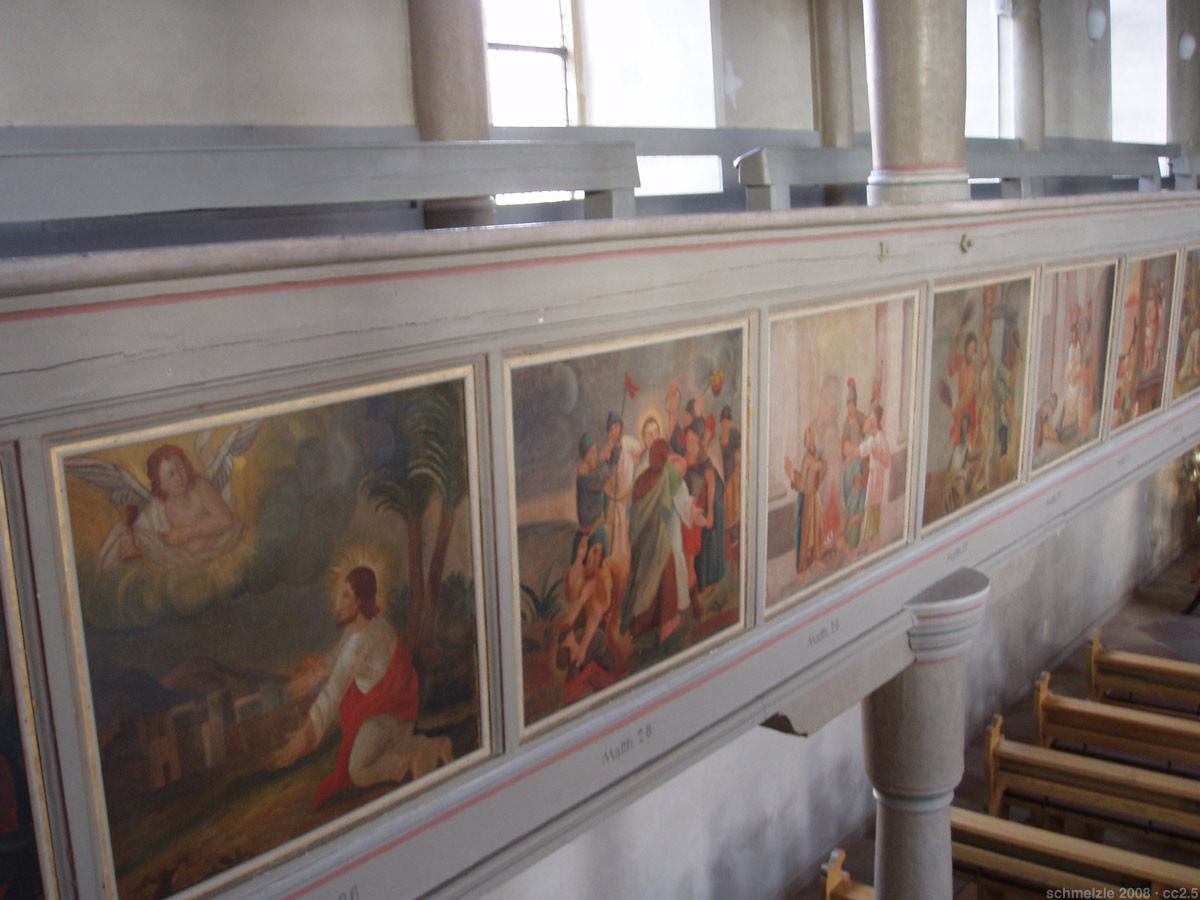
ギャラリーの欄干に掲げられた絵画
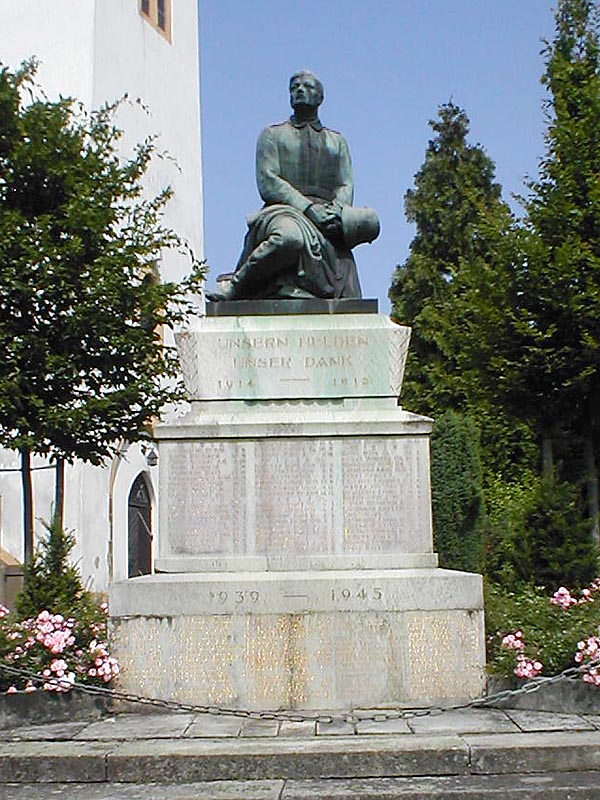
1927年建造の戦争祈念碑
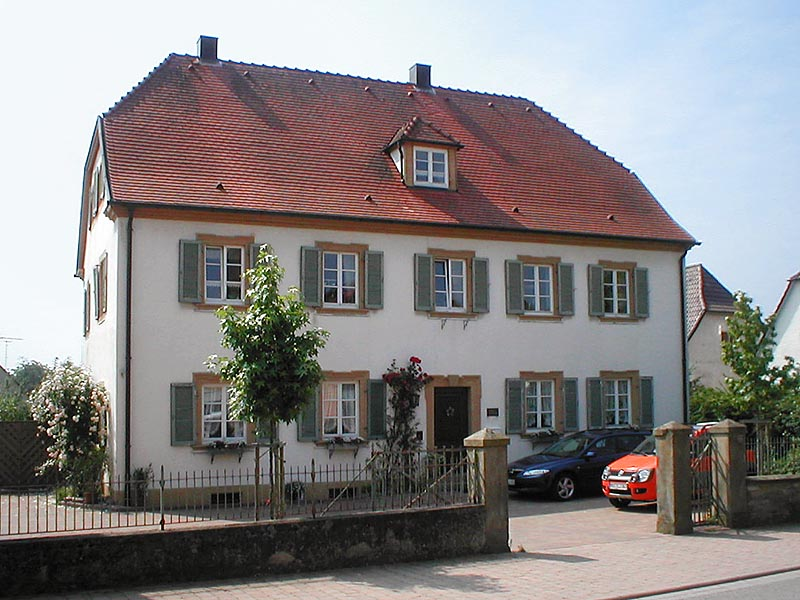
牧師館

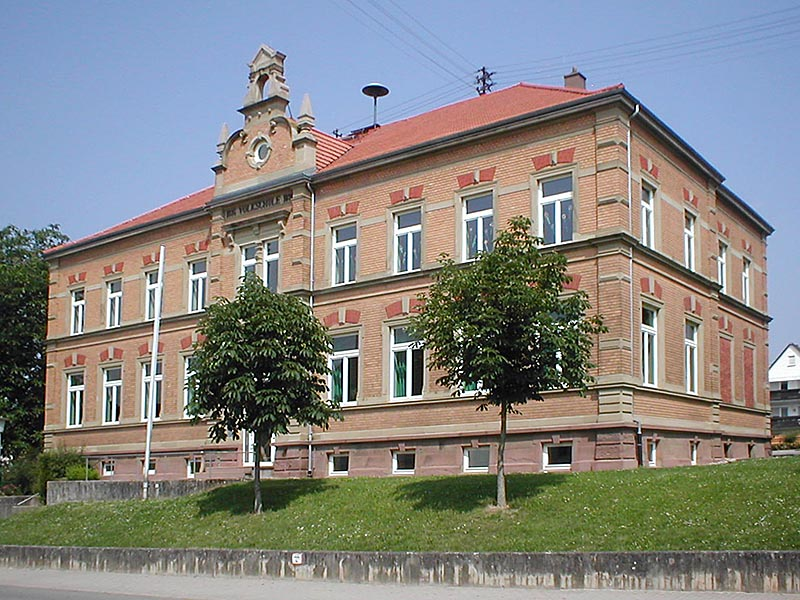
国民学校

- 町役場は、1559年に建造され、1861年に現在の姿に改修された見事な木組み建築である。町役場の前には、少女の姿を象った新しい「村の泉」がある。ヒュッフェンハルトの町の中心部には、この他にも多くの木組み建築や泉がある。
- 1895年から1896年に建設されたレンガ造りのファサードを持つ古典主義様式の国民学校の近くには1848年に建設されたプロテスタント系の学校校舎も遺されている。

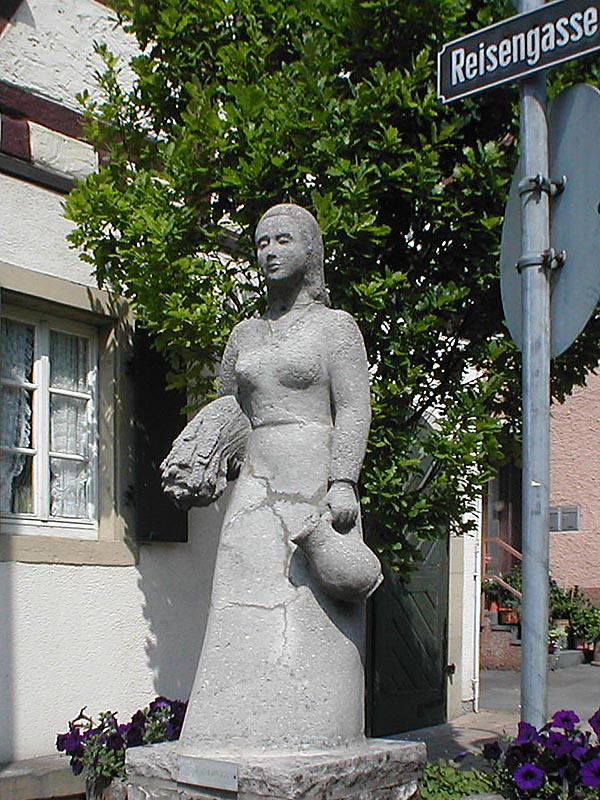
町役場前の少女を象った泉
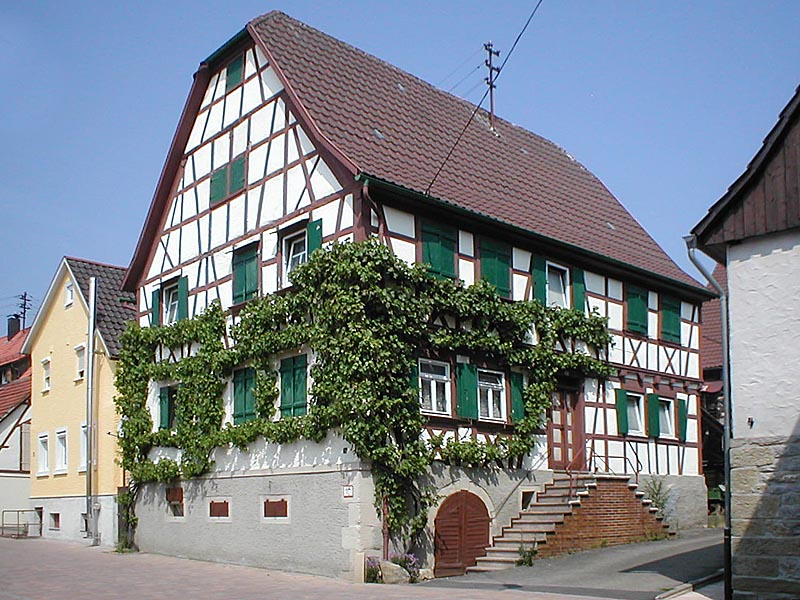
歴史的な木組み建築
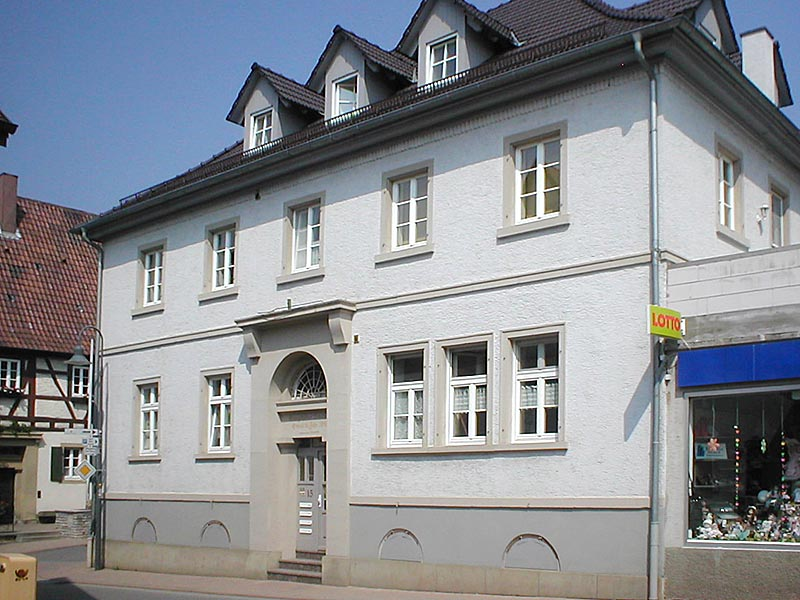
プロテスタント系学校校舎

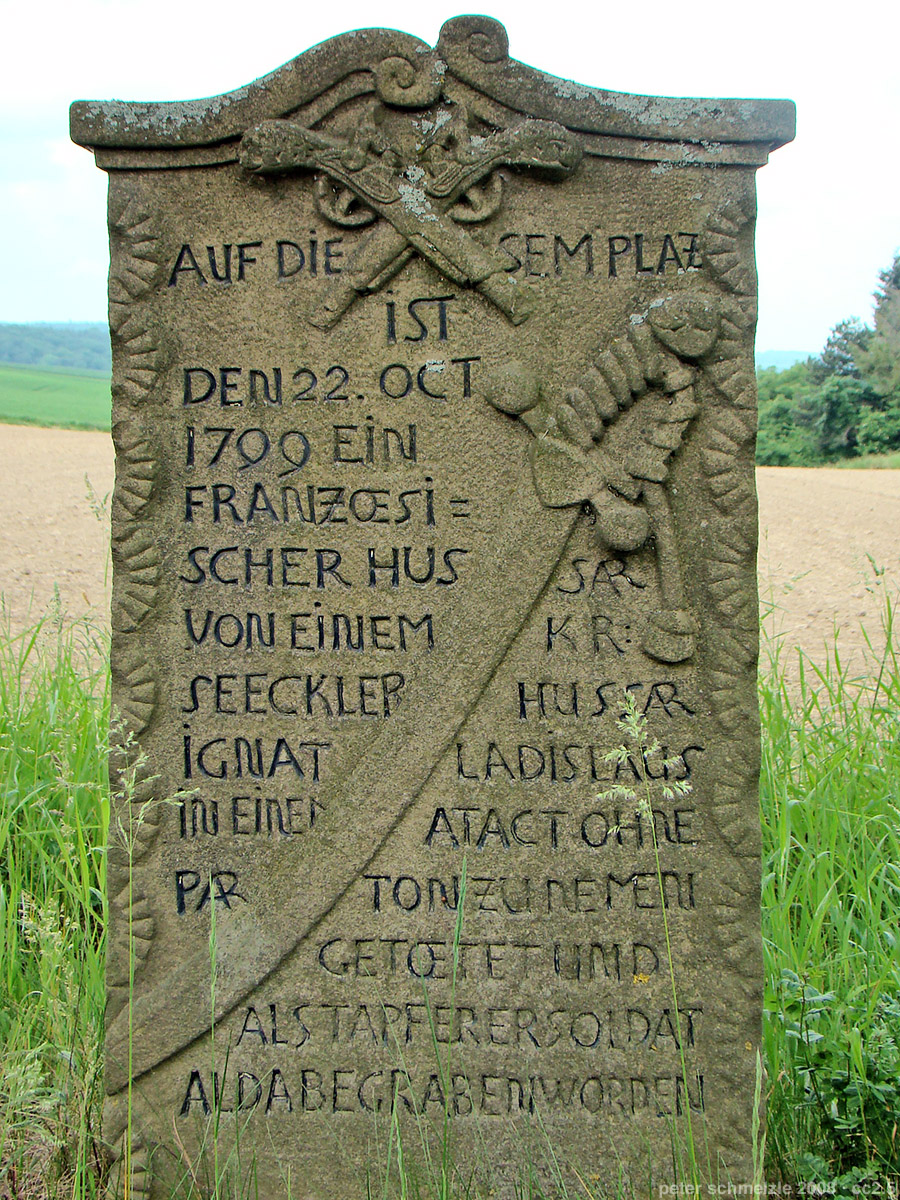
フランス石

- カール・シュラムの生家にはこの郷土詩人を記念するプレートがはめ込まれている。
- カトリック教会は、20世紀に建てられた機能的な近代建築である。
- ジーゲルスバッハへ向かう州道沿いに多くの歴史的な道標が遺されている。「フランス石」とよばれる石標は、1799年に亡くなったフランス軍兵士のための慰霊の石である。

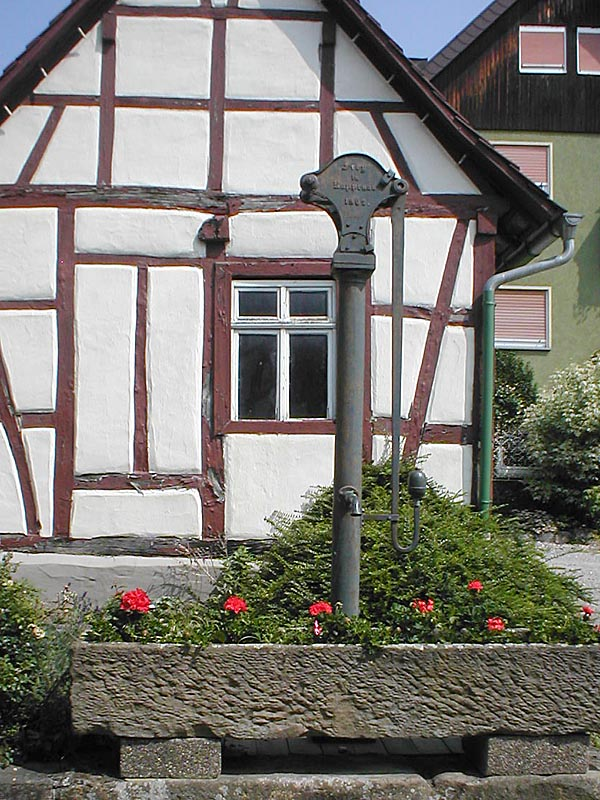
木組み建築の倉庫と古い泉
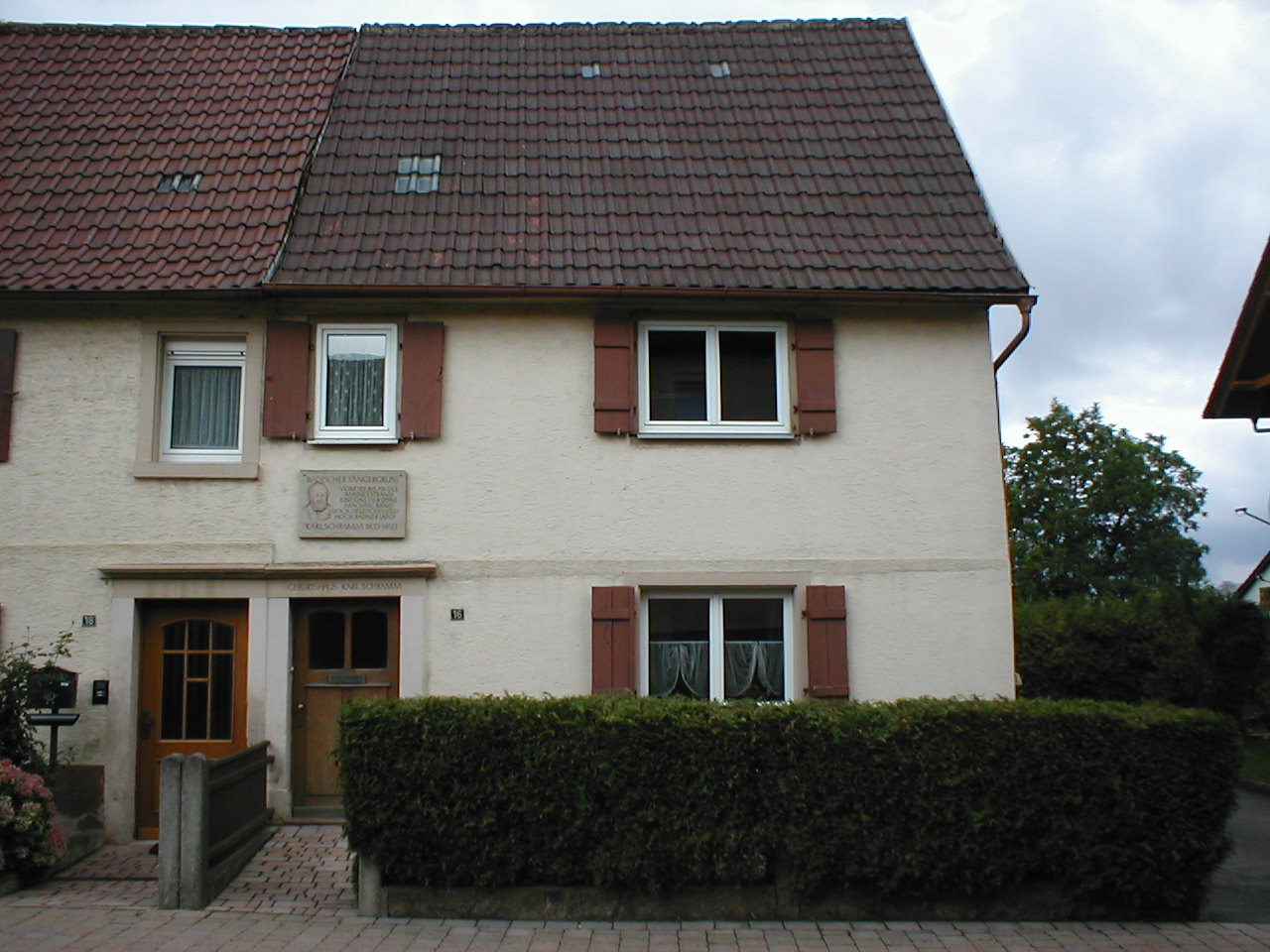
カール・シュラムの生家
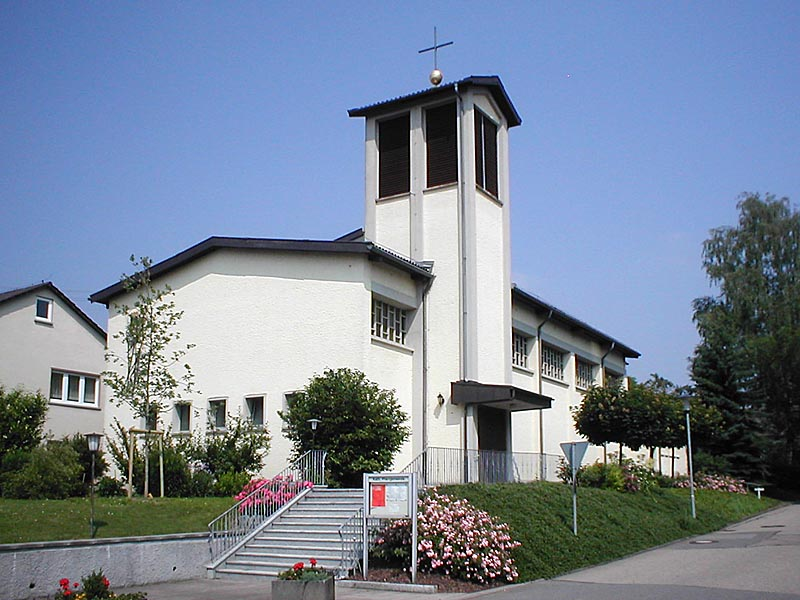
カトリック教会

### 文化
第二次世界大戦後、画家エドガー・ヨーンがこの町に暮らした。彼の名に因んで名付けられた通りがある。また、郷土詩人カール・シュラムの生家があり、彼に因んで名付けられた通りもある。

## 引用
1. ↑  Statistisches Landesamt Baden-Württemberg – Bevölkerung nach Nationalität und Geschlecht am 31. Dezember 2023 (CSV-Datei)